# Master class
Master class je lekce věnovaná studentům určitého oboru nějakým odborníkem na tento obor. Nejčastěji se jedná o hudbu, ale běžné je ale také u malby, dramatu, filmu či jakéhokoli umění, které je podmíněno rozvojem určitých dovedností.[zdroj?]

## Hudba
Rozdíl mezi běžnou lekcí a master class je obvykle v nastavení průběhu. Během master class obvykle všichni studenti (a často i další diváci) sledují a poslouchají, jak k sobě lektor bere vždy jen jednoho studenta v daný moment. Student zpravidla hraje jeden kus, který si připravil, a lektor mu radí, jak hrát lépe. Často do výkladu zahrnuje vedle výtek technických chyb i ukázky hry v konkrétních pasážích, nebo třeba anekdoty o skladateli. Od studenta se pak obvykle očekává, že skladbu zahraje znovu, a sice se zohledněním všech připomínek lektora. Student může být rovněž požádán, aby hrál jednu určitou pasáž stále dokola, nežli dosáhne dokonalosti. Master class pro hudební nástroje se zpravidla soustředí na jemnější nuance dynamiky, tónu, frázování a celkového charakteru hry, přičemž se u studentů předpokládá úplné ovládnutí běžných záležitostí, jako např. rytmu a hrubé dynamiky. Master class je hodnotné především proto, že každý student slyší všechny odborné připomínky a komentáře, tedy i ty adresované jeho spolužákům.
Mnoho koncertních mistrů pořádalo master class, počínaje jeho vynálezcem Franzem Lisztem a nadále zahrnuje velikány jako Yehudi Menuhin, Isaac Stern, Itzhak Perlman, a Vladimir Horowitz. Je běžné, že umělec na turné pořádá masterclass den před, nebo přímo v den jeho vystoupení v konkrétním městě, protože master class před koncertem poskytuje nové umělecké podněty pro účinkující, a zároveň představuje relativně účinný prostředek pro rozšíření řad publika.